# Суши
Суши (寿司, 鮨, или 鮓) са оризови рула със зеленчуци подправени със соев сос , а понякога гранирани с месо (от къси, тънки лентички варени скариди, варени крака от раци, сурова сьомга или риба тон) характерни за Япония, разпространени в Китай и цяла Азия. През 60-те години на XX век, американизиран вариант на рулата намира приложение в САЩ, в този си вид получават масово разпространение в целия свят (включително и България).

## Етимология и произношение
Думата суши на японски се произнася с буквата С, а в езиците с фонетични азбуки се пише със С, но когато се използва с представка обозначаваща даден вид суши, С се заменя със З, както е в нигири-зуши. Това се случва заради Рендаку – правило за преминаване на незвучните съгласни в звучни съгласни когато са първа буква на суфикс в съставна дума в Канджи. Японистите спорят по въпроса за правилната транслитерация на думата суши, защото в оригиналното звучене не се използва точно звукът Ш. Въпреки това думата навлиза в България от САЩ, а не директно от Япония и затова е по-популярна именно в този вид. Често хората бъркат, като асоциират сушито с рибата, но в действителност суши се прави и с плодове и зеленчуци, заедно със сурова риба. Извън Япония, суши обикновено означава цялото ястие. На Японски 寿司, написано на канджи означава ориз, и не засяга рибата или гарнитурите. Парчетата сурова риба се наричат сашими и въпреки че звучи близко, няма почти нищо общо със сушито.

## История
Суши за пръв път се споменава в китайски речник от II век. Предполага се, че това ястие се е появило някъде в Китай и Югоизточна Азия и едва през VII – VIII век е било пренесено в Япония. Суши първоначално е не храна, а обикновена, древна практика за консервиране с ориз на осолената риба. Прясно уловената и изчистена риба била поставяна в каци и сандъци между пластове сол и ориз, след което била притискана с тежък камък и покривана с капак или кърпа. Така рибата ферментирала и след няколко месеца била готова за ядене, а оризът се изхвърлял. Приготвена така рибата можела да се съхранява още около година. В този процес оризът ферментира и отделя млечна киселина, която от своя страна подобрява вкуса на рибата и активира аминокиселините в нея. Първоначално японците изхвърляли този ориз, но с времето харесват вкуса му и започват да го консумират. В средата на XVII век д-р Матсумо Йошичи подправил ориза с оризов оцет, така не само постигнал по-добър вкус, но съществено съкратил времето за приготвяне, което дотогава отнемало над 6 месеца. Така се ражда суши, днешните дървените кутии използвани за него са реминисценция от тези старата традиция за консервиране на риба.
Традиционния процес „суши“ измислен в Югоизточна Азия е популярен метод за съхранение на риба в целия регион и до днес. Думата суши е остаряла граматична форма, която вече не се използва в оригиналния си контекст и служи само за посочване на блюдото. Буквално суши означава „прокиснало е“ или „кисело е“ и произлиза от ферментационния процес.
Научното обяснение за ферментацията на рибата оваляна в ориз е, че оцетът от ферментиращия ориз разделя рибата на аминокиселини. От това се получава единият от петте основни вкуса в японската кухня – умами. Най-старият запазен вид суши в Япония – нари-зуши, се прави по подобен начин. Днес в Япония нари-зуши се развива до оши-зуши, а в крайна сметка до Едоми нигири-зуши, което е това, което съвременният свят познава днес като суши.
Съвременното японско суши няма почти нищо общо с традиционното ястие с ферментирал ориз. Първоначално, след като ферментиралата риба била извадена от ориза, само месото се консумирало, а оризът се изхвърлял. Фуна-зуши е ястие с остър вкус и силна миризма, което се приготвя в района на езерото Бива в Япония, днес максимално наподобява традиционното ферментирало блюдо. В Япония, през периода Муромачи (1336 – 1573 г.г.) започнали да добавят оцет към ориза, за да подобрят вкуса и да подобрят консервиращите свойства. Оцетът подчертавал киселия вкус на ферментиралия ориз, а освен това е катализатор на процеса, като го съкращава или дори го прави ненужен. През следващите векове, в Осака усъвършенстват рецептите и създават оши-зуши. Морските продукти и оризът се пресоват в дървени (по-често бамбукови) калъпи. Към средата на XVIII век този вид суши достига до райно Едо (днешно Токио).
Съвременната версия, известна на света като сеши, е създадена от японския готвач Ханая Йохи (華屋与兵衛, 1799 – 1858 г.г.) в края на периода Едо в Едо. Сушито създадено от Йохи било ранна форма на бърза храна и всъщност не било ферментирало (ако е бързо – няма време) ядяло се с ръце и било предназначено за хапване по път или в театъра. Оригинално това ястие било наречено Едоми зуши, защото било приготвяно с прясна риба уловена в залива на Едо (Edo mae – Заливът на Едо, днес Токийски залив). Въпреки че днес по света сушито рядко се приготвя с риба от този залив, този конкретен вид днес се нарича Одоми нигири-зуши.

## Видове суши
Съществуват стотици видове суши, но няколко основни вида са най-популярни. Сушито, което се сервира на шайби увити с пресовани сушени водорасли (нори листове) се нарича маки-зуши (巻き). Плънка в джоб от пържено тофу се нарича инари-зуши (稲荷). Купичка със суши ориз с насипани отгоре морски продукти се нарича чираши-зуши (ちらし). Овалните топки ориз с морски продукти отгоре се наричат нигири-зуши (握り).
Основната съставка във всички видове суши е суши оризът (sushi-meshi), той е сорт бял, късозърнест японски ориз, овкусен със смес от оризов оцет, захар, сол, комбу (вид водорасло), често оризово вино или саке (но не и ракия „сьотю“). Сварен той трябва да е слепнал, но не трябва да е нито много лепкав, нито сух. Влага се веднага след като се свари и охлади. Различните рецепти за суши варират в плънката и поръските, подправките и начинът на приготвяне. Едни и същи съставки могат да бъдат комбинирани по традиционен или съвременен начин, което може да доведе до много различен резултат.
- „Маки суши“ (суши руло) е класическият най-популярен вид. Неговите комбинации от ролки водораслите „нори“ пълни с бял ориз покрит с:

-полусурови мариновани или пушени риби – сьомга, змиорка, риба меч, лаврак, треска, акула, риба тон, жълтоопашат сафрид (Hamachi или Buri, Japanese amberjack), брадавичест костур (маслена риба,Japanese butterfish), морски костур (rockfish), червена риба (red snapper), гигантска скумрия (king fish), сардина, херинга и други видове селда, ципура, бяла риба (мойва, capelin), хек и т.н., дори изключителната фугу,
-с червен, черен или друг хайвер;
-с мекотели – октопод, сепия, калмар, бяла мида (steamer, mya arenaria), червена мида (surf clam, hokkigai), морски таралеж, рапан, други миди и охлюви
-с костенурки и раци – омар, лангуста, краб, различни видове скариди, обикновен рак
-със сурими (т.н. „рачешки рулца“ – вискозно пулверизирана втвърдена паста от обезвкусена бяла риба, свински, пилешки или говежди остатъци, нишесте, соев протеин с подправки, подобрители и консерванти)
-с японски омлет –„тамаго“, с пилешко, телешко или друго месо или кайма, с крема, топено, пушено, пармезан или синьо сирене и с авокадо, с манго, свежа краставица, бамбук, каперси, маслини, рукола, копър, моркови, кълнове, лук, чушка, ряпа (такуан, дайкон) или други зеленчуци
-гарнирани с люта зелена паста от хрян (уасаби), резенчета мариновен джинджифил „Гари“, зърна нар, понякога майонеза, поръсени с макови семенца или сусам и поляти със зелен лимон (лайм) и соев сос
-консумирани с класическата супа „Мисо“ (паста от ферментирали соеви семена сварена с гъби „шийтаке“, соево сирене „тофу“, лук и водорасли „уакаме“)
са се утвърдили като емблематични в световен мащаб.
- „Нигири“ e най-старият вид суши, то произлиза от областта на Едо (дн. Токио) и представлява малки порцийки ориз подредени или увити или с пластове сурова или варена риба със зеленчуци и други продукти, а в най-прост вид е ръчно оформена топка ориз, върху която се поставя парче риба, морски дарове или японски омлет –„тамаго“.

- „Оши-суши“ (пресовано суши) е популярно в Осака. При него маринования ориз се поставя в специален съд, покрива се с маринована, пушена или варена риба и се пресова, след което се нарязва на хапки.

- „Сашими“ е всъщност този вид, който неяпонците смятат за суши, като ястие от сурови риби. То се приготвя от сурова или маринована риба, която се сервира без ориз, фино нарязана и аранжирана.

## Рискове за здравето
Както при повечето храни, сушито не е напълно безвредно за човешкото здраве, но тези рискове могат да бъдат сведени до минимум чрез правилна подготовка. Някои едри риби, като рибата тон (особено Северната червена риба тон – Northern bluefin tuna) съдържат големи количества живак. Това е така, защото рибата тон е на върха на хранителната верига сред морските създания. По този начин, консумацията на големи количества риба тон може да предизвика живачно отравяне. Агенцията по храните в САЩ препоръчва да не се консумират повече от 170 – 340 гр. едри риби и черупкови мекотели седмично.
Паразитните инфекции от сурова риба са рядкост в съвременния свят (под 40 случая годишно в САЩ) и включват основно три вида паразити: Clonorchis sinensis (метили/чернодробни пиявици), Anisakis (нематоди/кръгли червеи) и Diphyllobothrium (честони/лентъчни червеи). Опасността от заразяване с anisakis е най-голяма при консумацията на речни риби като сьомгата (сьомговите риби), както и при пъстървата. Заразяването с подобни паразити може да се избегне, като рибата се свари, опече, маринова със сол и оцет или се замрази дълбоко за едно денонощие. Нематодите могат да имат летален изход за човека. Тези червеи развиват остри язви и могат да доведат до некроза и перфорация на стомашната стена и дебелото черво. Инкубационният период е от няколко часа до 7 дни. Клиничните прояви са стандартни – гадене, повръщане, болки в стомаха, треска, обрив, диария.
По тази причина, Европйската регулация № 853/2004 забранява употребата на прясна сурова риба. Цялата риба задължително се замразява за не по-малко от 24 часа при температура не по-висока от -20 °C. Според изискванията на руските санитарни власти, рибата за суши трябва да престои замразена до -18 °C в продължение на 36 часа.
Някои видове суши се приготвят с риба балон Фугу или с черупкови мекотели, които могат да предизвикат силно отравяне, ако не са приготвени правилно. Вътрешностите на рибата балон съдържат смъртоносно количество от отровата тетродотоксин и в Япония е разрешено да се приготвя само от майстор готвачи, които са преминали специален изпит пред префектурата.

## Сервиране и етикет
Традиционно, сушито се сервира в японски минималистичен стил – табли с геометрични форми, едноцветни или двуцветни, от естествена или лакирана дървесина, в съответствие с естетическите качества на кухнята. Сушито се сервира със соев сос, уасаби (хрян) паста и маринован Гари (японски джинджифил).
В много суши ресторанти се предлагат комплекти суши с фиксирана цена, като съдържанието им се определя от главния готвач според улова за деня. Често се наричат sho-chiku-bai (松竹梅) и включват три нива – sho/matsu (松 бор), chiku/take (竹 бамбук) и bai/ume (梅 японски плод между кайсия и слива), където matsu е най-скъпото, а ume е най-евтиното.
В Япония, а вече и по цял свят (вкл. и в България), суши се сервира и на kaiten (известно още като суши влакче). Върху конвейерна лента се движат съдове с различен цвят, като всеки от тях съдържа различна комбинация от сушита. Когато съдовете със суши минават покрай клиентите, те си избират храната визуално. След като приключат консумацията, сметката се изчислява според броя на чинийките от всеки цвят, съответно в менюто трябва да е посочено кой цвят чинийка на каква цена е. Съвременните кайтен-зуши ресторанти използват RFID системи, които позволяват дистанционно радио разпознаване на чинийките и се прави автоматично отчитане на изядените блюда и сметката, като в същото време се следи и времето, което изминава от приготвянето до консумацията на всяка чинийка.
Нигири-зуши традиционно се яде с пръсти, тъй като суши оризът е сипкав и сушито се разпада когато попадне в устата. Яденето на нигири-зуши с ръце е позволено дори и по време на официална вечеря, но въпреки това, днес рядко се практикува. Затова днес повечето японци ядат сушито с клечки.
Соевият сос се сервира в отделна малка купичка. Докато повечето хора топят оризовата страна на сушито в соевия сос, за да поеме повече от вкуса, традиционният етикет изисква сушито да се завърти с плънката към соса, защото оризът е сипкав и при потапянето може сушито да се разпадне, като в купичката със соса остават оризови зърна. Тъй като завъртането на сушито с клечки не е проста задача, соевият сос може да се намаже върху сушито, като джинджифилът се използва като четка. Смесването на уасаби пастата със соевия сос е практика при консумирането на сашими и се смята за недопустимо от етикета при консумацията на суши.

## Подходяща температура за приготвене на суши
Cушито се сервира студено.

### Температура на ориза
Оризът, използван за суши, се готви на пара и към него се добавя малко количество оцет. Оризът се оставя да се свари напълно и да се охлади, преди да бъде използван за оформянето на легло, където да се постави рибата и останалите съставки. В оризът се добавя оцет, заради старите традиционни методи за запазване на храната. Оцетът убива бактериите, които биха могли да развалят ориза.
Готвачът оформя с ръце охладения ориз, докато се затопли до температурата на тялото. Това е и идеалната температура за сервиране на ориза, тъй като съдържа точното количество влажност и аромат. Температурата на ориза била считана в миналото за толкова важна, че на жените в Япония не се разрешавало да правят суши, защото се е смятало, че ръцете им са прекалено топли.

### Температура на рибата
Рибата, използвана в сушито, е най-подходяща, когато е по възможност най-прясна. Първоначалният замисъл на сушито бил да се използва прясна риба, хваната едва няколко часа преди сервиране, тъй като тогава са нямали на разположение хладилници. Рибата обикновено се сервирала със стайна температура и някои ресторанти продължават да следват тази практика и днес.